# Keisuke Kimoto
Keisuke Kimoto (木本 敬介 Kimoto Keisuke?, nacido el 23 de agosto de 1984 en Oita) es un futbolista japonés que se desempeña como centrocampista.

## Trayectoria

### Clubes
| Club            | País  | Año         |
| --------------- | ----- | ----------- |
| Kataller Toyama | Japón | 2007 - 2017 |

## Estadística de carrera

### J. League
| Club            | Año   | J. League | J. League | Copa J. League | Copa J. League | Total | Total |
| Club            | Año   | Part.     | Goles     | Part.          | Goles          | Part. | Goles |
| --------------- | ----- | --------- | --------- | -------------- | -------------- | ----- | ----- |
| Kataller Toyama | 2009  | 38        | 5         | -              | -              | 38    | 5     |
| Kataller Toyama | 2010  | 22        | 2         | -              | -              | 22    | 2     |
| Kataller Toyama | 2011  | 29        | 0         | -              | -              | 29    | 0     |
| Kataller Toyama | 2012  | 16        | 0         | -              | -              | 16    | 0     |
| Kataller Toyama | 2013  | 33        | 2         | -              | -              | 33    | 2     |
| Kataller Toyama | 2014  | 34        | 2         | -              | -              | 34    | 2     |
| Kataller Toyama | 2015  | 21        | 2         | -              | -              | 21    | 2     |
| Kataller Toyama | 2016  | 14        | 1         | -              | -              | 14    | 1     |
| Kataller Toyama | 2017  | 6         | 1         | -              | -              | 6     | 1     |
| Total           | Total | 213       | 15        | 0              | 0              | 213   | 15    |